# 世界設計大會
世界設計大會（IDA Congress），2009年以前稱為「World Design Congress」，為國際設計聯盟所協辦而於世界各地輪流舉辦的平面設計、推廣品設計、室內設計及各種專業設計師的高峰會。
在國際設計聯盟之結構下，有國際平面設計協會（Icograda）、國際工業設計社團協會（Icsid）及國際室內建築師暨設計師團體聯盟（IFI）等三大專業人士協會為其重要的與會社群。
2011年世界設計大會於台灣台北市舉辦，台灣創意設計中心是當屆主辦者。